# Temnosternopsis pictus
Temnosternopsis pictus là một loài bọ cánh cứng trong họ Cerambycidae.